# Auberchicourt
Auberchicourt település Franciaországban, Nord megyében. Lakosainak száma 4626 fő (2022. január 1.). Auberchicourt Écaillon, Aniche, Bruille-lez-Marchiennes, Émerchicourt, Masny és Monchecourt községekkel határos.

## Népesség
A település népességének változása:
| Lakosok száma | 4399 | 4361 | 4437 | 4448 | 4533 | 4551 | 4634 | 4626 | 4626 |
|               | 2013 | 2015 | 2016 | 2017 | 2018 | 2019 | 2020 | 2021 | 2022 |